# Susan Dumais

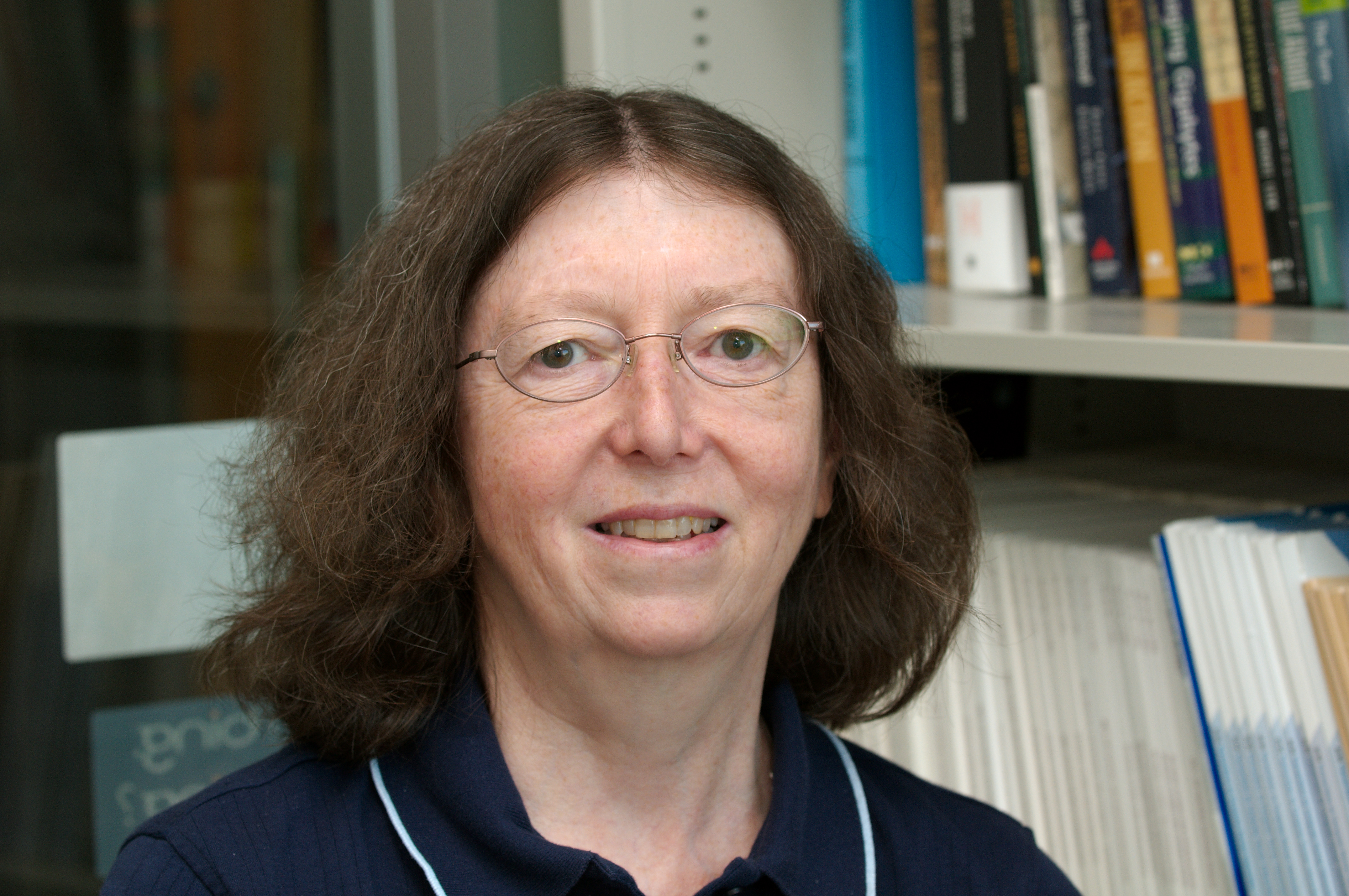
Susan Dumais år 2009 i sitt arbetsrum på Microsoft Research.

Susan Dumais är en amerikansk forskare i datavetenskap, mest känd för sitt arbete med för söksystem.
Susan Dumais leder en forskningsgrupp i personaliserad informationsåtkomst på Microsoft Research i Redmond nära Seattle och är adjungerad professor i informationsvetenskap vid University of Washington. Hennes huvudsakliga intressen rör hur sökalgoritmer kan fås att ta hänsyn till användarens tidigare beteenden och intressen och hur söksystem ska kunna göras känsliga för tidsförlopp. Hon är mest känd för sitt bidrag till Latent Semantic Indexing, en metod för att representera termer och dokument kompaktare än de mest naiva representationerna. Latent Semantic Indexing var den första dimensionsreduktionsalgoritmen för text och andra språkliga data som lyckades vinna intresse på bredare front och används än idag i många experimentella forskningssystem.
Dumais har tilldelats många priser och hedersbetygelser. Hon är Fellow i Association for Computing Machinery, hon har tilldelats Gerard Salton-priset av ACM för arbete med söksystem och 2014 fick hon det brittiska Tony Strix-priset för sitt arbete genom åren.